# Растровый экран
Ра́стровый экра́н, растри́рованный экра́н — проекционный экран, светопропускающая или светоотражающая поверхность которого состоит из линз, призм, нитей или специальных чешуек, называемых растровыми элементами.

## Повышение отражающей способности
Благодаря способности растровых элементов концентрировать световой поток в пределах рассчитанного телесного угла значительно возрастает яркость изображения, воспринимаемая зрителями. Это позволяет демонстрировать кинофильмы даже при дневном свете.
Такие растровые экраны, как правило, изготавливаются тиснением.

## Стереоэкран
Сте́реоэкра́н — проекционный растровый экран, предназначенный для применения в безочковых системах стереоскопического кино (фильмы 3D), в том числе интегрального стереокино. Как правило, применяется экран с радиальным линзовым растром (растровые элементы расположены в виде расходящихся из одной точки линий). Если на такой экран проецируют два изображения стереопары два кинопроектора, то на отражающей поверхности экрана за каждой линзой растра образуется две узких полосы — одна от «левого» изображения, другая от «правого». В зале же образуются «зоны избирательного видения», в которых видны или только «левые» полосы, или только «правые». Зритель, два глаза которого оказались в разных таких зонах, воспринимает изображение как объёмное.